# Schophoven
Schophoven [gesprochen: Schopphowen] ist ein nordöstlicher Ortsteil von Inden im Kreis Düren, Nordrhein-Westfalen. Zurzeit leben hier rund 900 Menschen.

## Lage
Am östlichen und nördlichen Ortsrand fließt die Rur und in unmittelbarer Nähe befindet sich das Gemeindedreieck Inden / Jülich / Niederzier. Nördlich der Ortschaft liegt die Kläranlage Schophoven. Der Schlichbach, der von Pier kommend früher mitten durch den Ort floss, mündet bei Schophoven in die Rur. Durch den Tagebau Inden ist der Kernort Inden/Altdorf von Schophoven aus nur über den Dürener Ortsteil Merken zu erreichen. Es handelt sich somit um eine funktionale Exklave.

## Geschichte

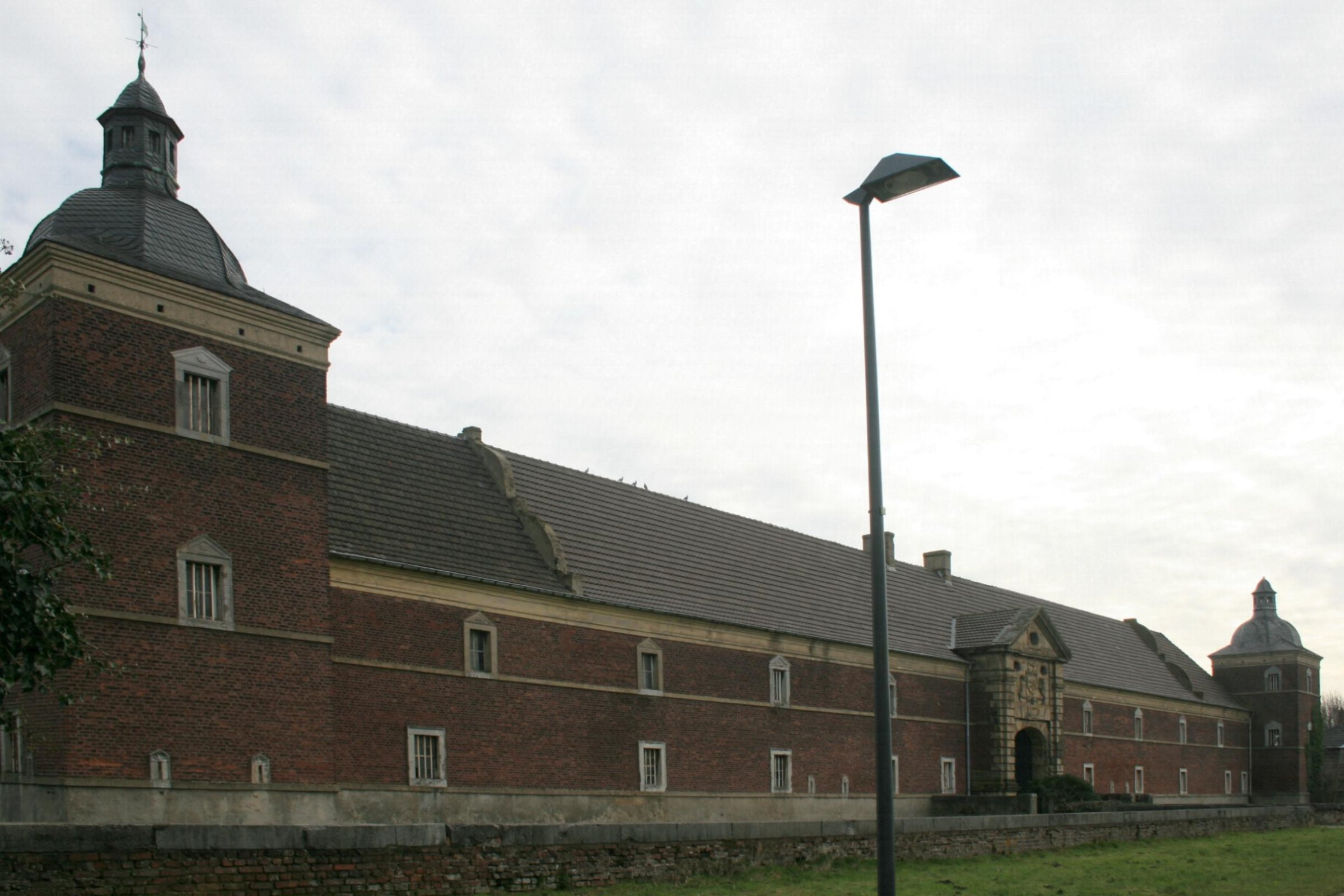
Haupteinfahrt zu Gut Müllenark

Schophoven wird 1306 erstmals urkundlich erwähnt.
Die Edelherren von Molenark (Müllenark) wurden im 12. Jahrhundert erstmals erwähnt. Vermutlich hängt die Besiedlung von Schophoven eng mit Gut Müllenark (bedeutet: Stauwehr bei der Mühle) zusammen. Zum Gut gehörten eine Getreidemühle und ein Brauhaus. Ab 1917 waren die Dürener Metallwerke (Hersteller von Duraluminium) Besitzer. Heute gehört das Gut der Rheinbraun AG, heute RWE Power.
Westlich von Schophoven liegt der Weiler Viehöven, der von den Grafen von Jülich gegründet worden sein soll. 1859 wurde gegenüber der Barbarakapelle die heutige Pfarrkirche  St. Barbara erbaut.
Am 1. Januar 1972 wurde Schophoven nach Inden eingemeindet.

## Zukunft
Im Gegensatz zum benachbarten Pier wird Schophoven nicht dem Braunkohletagebau zum Opfer fallen. Schophoven wird voraussichtlich zwischen 2015 und 2030 durch den Tagebau Inden vom Hauptort Inden/Altdorf getrennt werden. Am Ortsrand von Schophoven wurde ein großes Baugebiet erschlossen. Dort hat sich ein Teil der Bewohner des Nachbarortes Pier niedergelassen und neu gebaut. Der andere Teil verzog beziehungsweise verzieht nach Pier bei Langerwehe oder siedelt in Inden/Altdorf an der sogenannten Waagmühle.

## Verkehr
Schophoven ist nicht über größere Land- oder Bundesstraßen erreichbar. Lediglich Kreisstraßen führen zum Ort. Etwa einen Kilometer entfernt führt die B 56 (Düren – Jülich) vorbei.
Die nächsten Anschlussstellen sind „Düren“ auf der A 4 und „Jülich-West“ auf der A 44.
Busse des Rurtalbus verbinden Schophoven durch die AVV-Linien 216, 234 und 294 mit Merken, Düren, Jülich, Niederzier und Inden/Altdorf. Bis zum 31. Dezember 2019 wurden die Linien 216 und 234 von der Dürener Kreisbahn, die Linie 294 vom BVR Busverkehr Rheinland bedient, allerdings teilweise auf anderen Laufwegen. Zusätzlich verkehrt samstags die Linie RufBus 294b nach Jülich sowie an Wochenenden ein Nachtbus.
| Linie       | Verlauf |
| ----------- | --- |
| 216         | Düren Kaiserplatz – StadtCenter – Bahnhof/ZOB – Birkesdorf – Hoven – Merken – Schophoven – Viehöven – Kirchberg – Jülich Walramplatz – Neues Rathaus – Jülich Bf/ZOB                                                         |
| 234         | (Ellen – Oberzier – Niederzier – Hambach) / (Huchem-Stammeln – Selhausen) – Krauthausen (– Schophoven) – Merken – Inden/Altdorf (– Lucherberg)                                                                               |
| 294         | (Jülich Schulzentrum –) Walramplatz – Neues Rathaus – Jülich Bf/ZOB – Kirchberg – Viehöven – Schophoven – Merken – Inden/Altdorf – Lucherberg – Lamersdorf – Frenz – RWE/Kraftwerk – Weisweiler Frankenplatz – Weisweiler Bf |
| RufBus 294b | Rufbus: Jülich Walramplatz – Neues Rathaus – Jülich Bf/ZOB – Kirchberg – Viehöven – Schophoven (Sa tagsüber) |
| N4          | Nachtbus: nur in den Nächten Fr/Sa und Sa/So Düren Bf/ZOB → Kaiserplatz → Mariaweiler → Schophoven → Inden/Altdorf → Lamersdorf → Langerwehe → Gürzenich                                                                     |

Die nächste Station an der Bahnstrecke Jülich–Düren ist „Selgersdorf“.

## Sonstiges
In den Jahren 2005 und 2006 wurde die Ortsdurchfahrt neu ausgebaut, nachdem vorher der Kanal erneuert wurde. Der Kanalsammler musste wegen des großen Neubaugebietes neu verlegt und größer dimensioniert werden.
1999 wurde das neue Feuerwehrhaus der Löschgruppe 6 der Freiwilligen Feuerwehr Inden eingeweiht.

## Sehenswürdigkeiten
Sehenswert sind
- die Müllenarker Mühle,

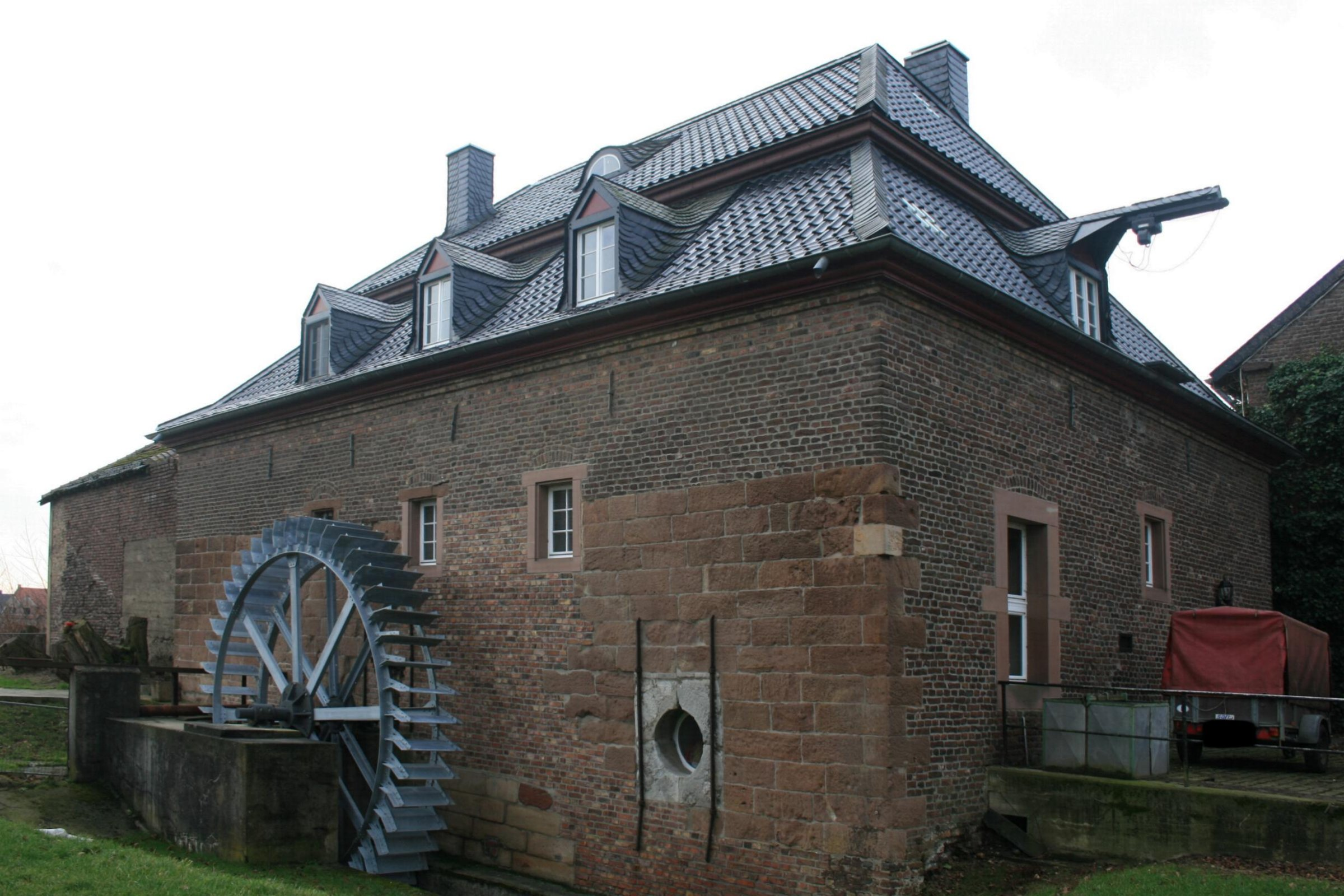
Müllenarker Mühle

- das Gut Müllenark, ein Rittergut aus dem 12. Jahrhundert nebst
- eine Motte.

## Persönlichkeiten
- Josef Wirtz (* 1950), Mitglied des Landtags in Nordrhein-Westfalen

## Vereine
- St.-Hubertus-Schützenbruderschaft 1852
- Tambourcorps 1925
- Musikfreunde 1971
- Fan Club Red Sox Cologne 1991
- Maigesellschaft 1995
- Dorfgemeinschaftsverein
- Frauentreff 2007
- Verein zur Förderung des Brandschutzes und des Feuerwehrwesens in Schophoven e. V.
- F.C. Victoria Pier - Schophoven 1910 e. V.